# کوتوشوو (استان اشوی‌داشکسیه)
کوتوشوو (به لهستانی: Kotuszów) یک منطقهٔ مسکونی در لهستان است که در گمینا شدووو واقع شده‌است. کوتوشوو ۲۲۴٫۸ متر بالاتر از سطح دریا واقع شده‌است.